# Praia da Galheta
Praia da Galheta vista do costão que a separa da Praia Mole
A Praia da Galheta é uma praia de mar aberto localizada ao leste da Ilha de Santa Catarina, em Florianópolis, capital do Estado brasileiro de Santa Catarina. Apesar de ser conhecida como uma praia de nudismo opcional, a prática está proibida pela Câmara de Vereadores desde 2016.

## Características
A Galheta faz parte do Parque Municipal da Galheta, criado pela Lei Municipal 3455/90 e regulamentado pelo Decreto 698/94. Por isso, não tem estrutura turística, mas a vizinha Praia Mole oferece serviços de hospedagem, bar, alimentação e sanitários.

É acessível somente por trilhas, de baixo grau de dificuldade, que iniciam na Praia Mole - da qual é separada por um costão de rochas - ou no canal da Barra da Lagoa, a 15 quilômetros do Centro de Florianópolis. Outra trilha é a do pecado, numa região de costões e arbustos perto da praia, famosa por ser usada como ponto para encontros em meio à natureza preservada.